# Kile
Kile é um editor de código TeX/LaTeX. Ele roda em sistemas Unix-like, o que inclui Mac OS e Linux com as bibliotecas Qt instaladas.